# Prostřední Suchá
Prostřední Suchá (německy Mittel Suchau, polsky Sucha Średnia) je původně samostatná obec, nyní součást statutárního města Havířova. Nachází se v Moravskoslezském kraji v okrese Karviná (na území někdejšího Těšínského knížectví). Její rozloha zabírá 595,6 ha. K 31. 12. 2017 měla 4671 obyvatel.

## Přírodní podmínky
Průměrná roční teplota se pohybuje mezi 8 až 9 °C, průměrná teplota vzduchu v červenci je okolo 18 °C. Prostřední Suchou protéká řeka Sušanka. Rybníky kolem této říčky byly využívány jako sedimentační nádrže pro uhelné kaly.

## Historie
Rok vzniku obce není znám. Podle kroniky Prostřední Suché je první zmínka o obci z „Historie arcibiskupství vratislavského“. Když byl Heinrich I. (Jindřich I.) zvolen roku 1302 vratislavským biskupem, nechal sepsat seznam desátků na území své diecéze. V tomto dokumentu se poprvé zmiňují obce s názvem Suchá. Lze se domnívat, že tři sousední obce, tj. Horní Suchá, Prostřední Suchá a Dolní Suchá, tvořily kdysi jediný celek.
Dalším historickým pramenem, který nabízí pohled na historii obce, je švabachem psaná křestní kronika, která se částečně dochovala a kde první záznam o křtu pochází z roku 1785. V tomtéž roce byla při místním kostele zřízena farní správa, ke které náležely všechny tři Suché. Fara stála na území Dolní Suché. Základní kámen k současnému kostelu byl položen roku 1875. Roku 1876 byl kostel dostavěn a vysvěcen ve jménu sv. Jana Křtitele. Svěcení provedl generální vikář Sněgoň.
O rozvoj českého školství v obci se zasloužil zejména P. Augustin Matěj, místní kněz. Jeho přičiněním vznikl tzv. Halířový spolek, jehož náplní byla podpora studující mládeže. Hospodářský nárůst obce zaznamenaly za působení správce panství Chlopka. Česká škola v obci vznikla roku 1785 při farním úřadu katolického kostela. O její stavbu se zasloužil velkostatkář z Dolní Suché Tomáš Kašperk. Škola byla zprvu jednotřídní a docházely do ní děti ze všech tří obcí. Škola byla určena pro děti z katolických i evangelických rodin. Školní kroniku vedl od roku 1879 František Sněgoň, důležitá postava školství v Prostřední Suché. Za jeho působení se z jednotřídky stala škola s pěti ročníky. V šedesátých letech 19. století byla založena polská evangelická škola.
Uhelný průmysl se začal rozvíjet od první poloviny 19. století. Podle tradice uhlí nalezl rolník, který se chtěl na poli ohřát. Proto rozdělal oheň a kolem něj naskládal černé kameny, které nalezl na povrchu. Když poznal vlastnosti „černého kamene“, udělal stejný pokus i doma. Poté podal zprávu uhlířům. Se zdokonalováním strojů se těžba uhlí rozšiřovala, což mělo za následek stěhování lidí ze vzdálenějších obcí do bližší Prostřední Suché. V roce 1902 prodal místní velkostatkář celé své panství majitelům dolů Orlová-Lazy. Noví majitelé provedli pokusné vrty na území Prostřední a Dolní Suché, zda se pod obcemi nenachází uhlí. Po úspěšných testech zahájili majitelé pozemků 21. listopadu 1907 hloubení jámy, která se nachází po levé straně okresní silnice spojující Lazy s Dolní Suchou. Důl nesl jméno císaře Františka Josefa. Nález uhlí měl za následek zvýšení počtu obyvatel Prostřední Suché a také vzrůst ceny místních pozemků.
Roku 1909 byla započata stavba dráhy mezi Lazy a Dolní Suchou. Dráha, která sloužila převážně pro dopravu strojů, byla dostavěna roku 1910. Na podzim téhož roku byla zahájena stavba železnice mezi Suchou a Kunčicemi (dnes součást Ostravy), která byla dále propojena s Moravskou Ostravou. Dráha měřila 17 km a protínala obce Suchá, Šumbark (dnes součást Havířova), Šenov a Václavovice a končila v Kunčicích nad Ostravicí, kde již existovalo spojení s Moravskou Ostravou. Na stavbě dráhy i nádraží pracovali často lidé „nižší mravní úrovně“, proto byl posílen místní četnický sbor na čtrnáct lidí. Dráha Suchá–Kunčice byla zprovozněna 1. listopadu 1911. Následujícího roku se začala budovat dráha Suchá–Těšín (dokončena 1914, provoz zahájen 1. září 1914). Za první světové války sloužila dráha k převozu vojenského materiálu.
Důsledkem rostoucího počtu obyvatelstva byl i nedostatek pohřebních míst. Ten se podařilo překonat zřízením nového komunálního hřbitova v Prostřední Suché na pozemku mezi starým hřbitovem a místní farou.
První světová válka se na obcích projevila mj. nedostatkem pracovních sil, jelikož kvůli mobilizaci bylo mnoho mužů povoláno do boje. I místní důl měl problémy s nedostatkem sil a na čas musel omezit těžbu černého uhlí. Vojenský generální štáb se nacházel v Těšíně a jeho velitelem byl jmenován arcikníže Bedřich (v Bezručových básních Gero). Bedřich prohlásil za válečné území celé Těšínské Slezsko. Takřka na celém jeho území se rozmohlo i udavačství. Dle dobových záznamů měl udavač dostávat plat 70 korun měsíčně. Za protistátní činnost byli někteří odsouzeni i k trestu smrti. Popravy se vykonávaly při soudu v Moravské Ostravě. Dalšími jevy spojenými s válkou byly nedostatek, lichva, příděly potravin aj. Vzhledem k nedostatku uhlí, který byl způsoben mobilizací pracovních sil, se mohli někteří muži vrátit, aby pracovali v dolech.
Po konci války a po vzniku Československé republiky nastaly spory mezi Československem a Polskem o Těšínské Slezsko. Někteří Poláci se snažili připojit tuto oblast k Polsku, Češi naopak trvali na tom, aby patřila Československu. Podobné spory se vedly i v Prostřední Suché. Byla zřízena česká policejní komise, která měla chránit české obyvatelstvo před polskými bojůvkami. Polská milice obsadila i místní nádraží (1. listopadu 1918) a polský komisař dr. Tadeusz Michejda požadoval, aby zaměstnanci železnice složili slib věrnosti Polské republice. Čeští občané se chránili zřízením místních hlídek. Prostřední Suchá a Dolní Suchá ležely mezi Horní Suchou a Šumbarkem, tedy mezi obcemi, které měly polskou správu, proto jejich postavení bylo ještě obtížnější. Nepokoje trvaly až do 20. července 1920, kdy bylo Těšínské Slezsko rozděleno mezi Polsko a Československo. Spory natropily mnoho zla jak na straně české, tak na straně polské.
Roku 1920 se obec dočkala i pošty a v roce 1926 byla postavena nová měšťanská škola. O rok později se obec dočkala nové radnice. Na správě obce se podílely obě národnosti. Jedna z prvních autobusových linek byla zavedena roku 1929, kdy bylo Ondřeji Sikorovi povoleno provozování autobusové dopravy z Dolní Suché do Bludovic. Roku 1924 byla v obci postavena adventistická modlitebna.
Po podepsání Mnichovské dohody došlo k okleštění Československa a Poláci si opět začali nárokovat Těšínské Slezsko. Dne 1. října 1938 vyslalo Polsko svou armádu, aby zabrala území Těšínska. V obci Prostřední Suchá zabrali Poláci obecní i poštovní úřad. Polská vláda nechala vylepit plakáty, které hlásaly připojení Těšínského Slezska k Polsku, rušení českých škol, zavedení polské měny apod. Omezil se i život českých spolků. Byl likvidován majetek obce i místních hasičů. Polská správa obce potlačovala používání české řeči, kupř. za pouhý pozdrav „Nazdar!“ byla vyměřena pokuta 5 zlotých a nádavkem facka od vojáka. Druhá světová válka dala obrovskou ránu dnes bezproblémovým česko-polským vztahům.
Po druhé světové válce byl v obci ustanoven městský národní výbor. Dne 18. srpna 1946 zavítal do obce tehdejší náměstek předsedy vlády a mistr průmyslu Zdeněk Fierlinger a navštívil Důl Suchá a poté po železnici dojel do stanice Prostřední Suchá. 26. února 1948 byl v obci ustanoven akční výbor, který provedl v obci politické čistky v duchu politiky Komunistické strany Československa (KSČ). Podobně jako v celé republice následovalo znárodňování soukromého majetku. Dne 8. října 1949 navštívili obec při příležitosti přejmenování Dolu Suchá na Důl Dukla ministři komunistické vlády Augustin Kliment (ministr průmyslu) a Václav Nosek (ministr vnitra). V roce 1954 došlo k výstavbě kompresní plynárny. Dne 4. prosince 1955 byl v těsném sousedství obce Prostřední Suchá založen Havířov, někdejší chlouba komunistického režimu, nejmladší město Československa, „město květin“. Ve druhé polovině padesátých let navázala na předchozí školské tradice nová škola v Prostřední Suché. Budova školy byla vystavěna v letech 1955 až 1958. Slavnostně byla otevřena 30. srpna 1958. Roku 1964 byl vybudován Dům kultury Havířov-Suchá.
Dne 7. července 1961 došlo na Dole Dukla k obrovskému důlnímu neštěstí, které si vyžádalo 108 lidských životů. Příčinou katastrofy byl požár ve sloji číslo 11. Likvidace neštěstí se prováděla dusíkem. Těla se dopravovala ve speciálních uzavíratelných kovových kontejnerech, a to až do 4. srpna 1961. Tento požár, způsobený souhrnem nepříznivých okolností, zejména zanedbáním povinností při provozu pásových dopravníků, liknavému a nesprávnému postupu při zpozorování a oznamování požáru, jakož i labilností větrního systému, se zapsal do dějin českého a světového hornictví.
Po roce 1989 došlo k demokratizaci poměrů a obec Horní Suchá, která byla k Havířovu přičleněna roku 1975, se osamostatnila. Obce Prostřední Suchá i Dolní Suchá zůstaly i nadále ve svazku s Havířovem. Důl Dukla přestal být v 90. letech samostatným podnikem. Od roku 1995 spadal pod Důl Lazy, od roku 2006 převzal otěže podniku Důl Paskov. 10. ledna 2007 byl vytěžen na Dole Dukla poslední vozík uhlí, v červenci téhož roku proběhlo poslední fárání (20. červenec). Tento černouhelný důl, jenž byl založen Maxem Guttmanem v roce 1907, byl uzavřen. Na území Havířova tak byla ukončena veškerá těžební činnost a hornictví v tomto městě se pomalu stává minulostí. 19. června 2008 došlo k odstřelu železobetonové (skipové) věže Dolu Dukla. Jednalo se o první odstřel takovéto stavby v České republice. Bylo k němu zapotřebí 614 rozbušek a 63 kilogramů trhaviny. Těžní věž, která byla uvedena do provozu v roce 1983, jež vážila 16 tisíc tun a měřila 96 metrů, se pod vedením střelmistra Jiřího Eliáše zřítila k zemi v 15 hodin.
Kvůli důlní činnosti se v této části obce musí provádět rozsáhlá revitalizace poddolovaného území. Vzhledem k útlumu těžkého průmyslu v celé střední Evropě se i Havířov (resp. Prostřední Suchá) potýká se sociálními problémy, např. s nezaměstnaností a sociálně patologickými jevy, které jsou s nezaměstnaností spojeny. Problémy této městské části způsobují i rozsáhlé ekologické škody vzniklé důlní činností. Přesto však nelze důlní činnosti upřít významný podíl na rozvoji Prostřední Suché.
Prostřední Suchá je zapojena do evropského projektu Prostřední Suchá – pěkné město pro život. Projekt je zaměřen na integraci sociálně vyloučených obyvatel do společnosti a na trh práce. Projekt trval v období březen 2012 až únor 2015.

## Vybavenost
Z oblasti zdravotnictví zde působí pediatr, všeobecný lékař a stomatologové. Školy jsou zde mateřská, základní, střední a dětský domov (založen 1954). Dále je zde pobočka Městské knihovny Havířov (ul. Hornosušská, oddělení pro dospělé, oddělení pro děti, polské oddělení).

### Základní škola Kpt. Jasioka
Základní škola byla otevřena 30. srpna 1958 (výstavba v letech 1955–1958). Jsou v ní ročníky I. i II. stupně. Při škole funguje i přípravná třída, školní družina, jakož i školní jídelna. Škola je zaměřena na ekologickou výchovu. V letech 2001–2004 byla držitelkou titulu Ekoškola. Škole se nedaří doplnit kapacitu žáků. Přestože může pojmout až 540 žáků, má jich okolo 300. Žáci školy se účastní na městských aktivitách, ale i v rozvojových programech MŠMT ČR a v jiných programech (např. Zdravé zuby). Dosahuje dobrých výsledků v soutěžích (olympiády, ekologické soutěže). Současnou ředitelkou školy je Mgr. Růžena Bajerová. Jméno nese po tankovém veliteli a hrdinovi z Dukly Rudolfu Jasiokovi.

### Bývalá Měšťanská a pokračovací škola v Prostřední Suché
Někdejší Měšťanská a pokračovací škola v Prostřední Suché byla slavnostně otevřena 17. října 1926. Na svou dobu byla škola velice dobře vybavena. Měla tělocvičnu, jeviště, školní dvůr i školní hřiště. V období druhé světové války byla škola převážně německá. Po reorganizaci školství byla škola přejmenována na osmiletou střední školu. Když se v roce 1958 otevřela nová škola v ulici Kpt. Jasioka, říkalo se této škole „druhá budova“. Základní škola postupně uvolňovala učebny škole zvláštní, která zde sídlila v letech 1985–1997. Budova bývalé školy prošla rekonstrukcí.

## Doprava
- Železnice: zastávka Havířov-Suchá (směr Český Těšín, resp. Mosty u Jablunkova (Jablunkov-Návsí), Ostrava-Svinov a směr Ostrava hl. n. přes Ostravu střed a Ostravu-Stodolní); stanice Prostřední Suchá ležící na trati Havířov – Karviná-Doly je pravidelně využívána pouze pro nákladní dopravu

- Autobusová doprava: městské linky 401, 405, 406, 414 a 419, meziměstské linky Havířov – Karviná a Havířov – Orlová

## Sport

### Městský fotbalový klub Havířov
MFK Havířov byl založen roku 1922. Sídlí na stadionu Dukla, jehož stavba započala roku 1987, ale dodnes stadion není fakticky dokončen. Kapacita stadionu je 7 500 míst (4 500 míst je krytých). Klubovými barvami jsou modrá a bílá. V průběhu své historie klub měnil názvy: ČSK Moravská Suchá, AFK Suchá, SK Beskyd Havířov, Baník Dukla Suchá, TJ Dolu Dukla Suchá, TJ Baník Havířov a FK Baník Havířov. Největší úspěchy klub zažil v 80. letech 20. století, kdy muži sahali po účasti v nejvyšší soutěži. Po sezóně 1996/1997 v klubu došlo ke krizi, která trvala takřka šest let

## Památky

### Evangelický kostel
Nachází se ve Staré ulici, jde o jeden z kostelů Slezské církve evangelické augsburského vyznání. Položení základního kamene proběhlo 3. 8. 1924, posvěcení 2. 8. 1925. Počet míst činí 350, varhany vyrobila fa Jan Tuček z Kutné Hory (posvěcení 31. 10. 1949).

### Další památky
- Zámek Prostřední Suchá – Zámek byl kvůli dezolátnímu stavu zbourán v 60. letech 20. století. Posledními držiteli zámku byl šlechtický rod Mattencloitů. Pozůstatky zámku lze nalézt v blízkosti současného evangelického kostela.
- Hromadný hrob sovětských válečných zajatců s památníkem – Hřbitov na území Dolní Suché. Autorem je Alois Fabisz. Pomník byl odhalen roku 1949, za kulturní památku prohlášen roku 1973. Rekonstruován v letech 1995–1996.
- Uhelný hlubinný důl Franz Josef – Dvě koupelny, kompresorovna, dílny č. 1 a 2, elektrický turbokompresor.
- Kaple v Cihelní ulici
- Kostel sv. Jana Křtitele – Kostel s jedinou lodí, postaven v novorománském slohu. Jednolodní budova. Poškozena důlními vlivy.

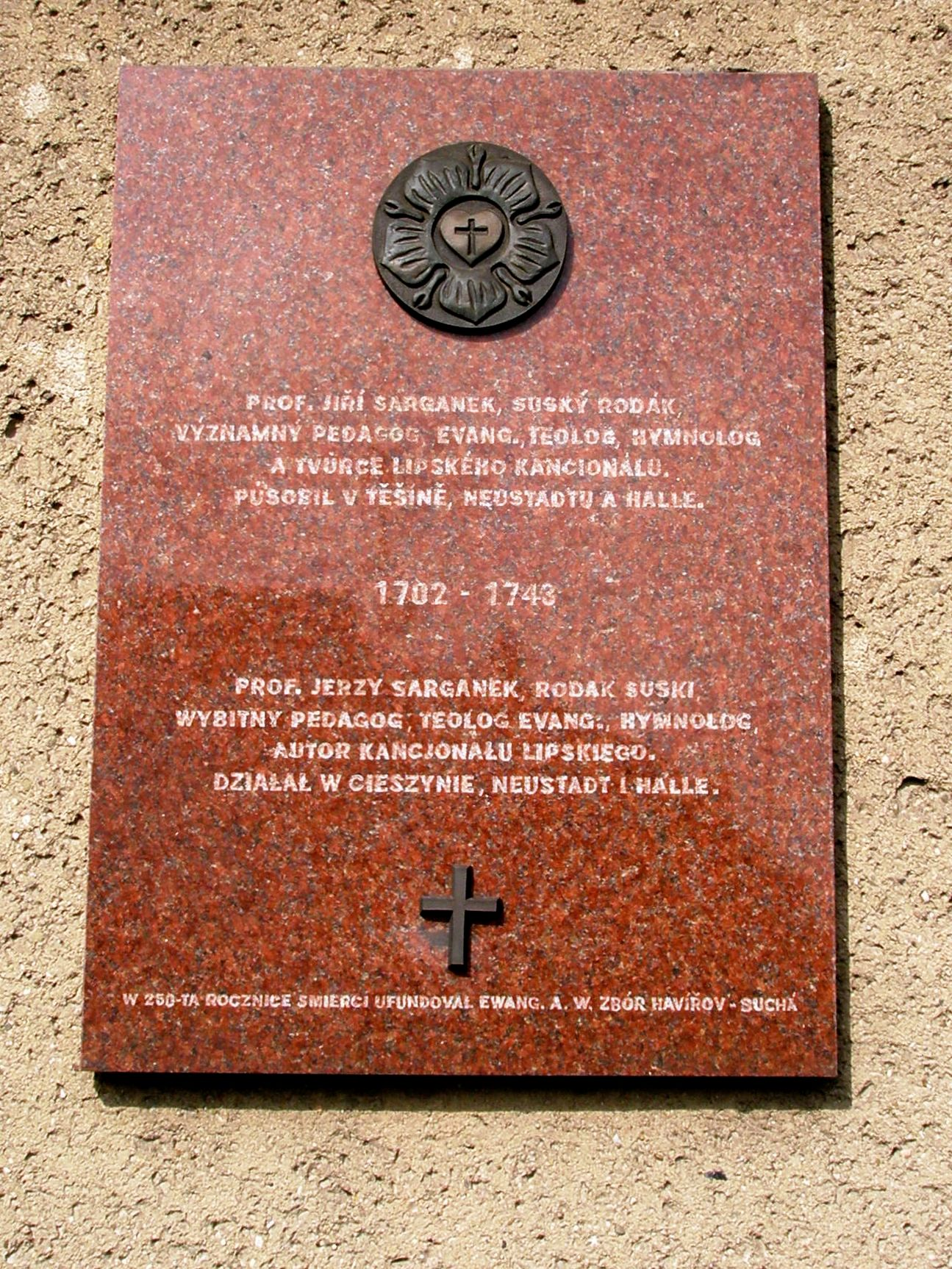
Pamětní deska Jiřího Sarganka

- Dřevěný kříž – Nachází se na pomezí ulic Dělnická a Hornická.
- Kamenný kříž – Pískovcový kříž z roku 1876. Dnes se nachází u kostela sv. Jana Křtitele v Prostřední Suché. Autor kříže je neznámý. Podle pamětníků kříž stál na dnes již neexistující silnici k Dolu Dukla, v 60. a 70. letech 20. století přenesen ke kostelu. V letech 1993–1994 byl kříž renovován.
- Pamětní deska Rudolfa Jasioka – Autorem pamětní desky byl Bronislav Kaleta. Deska byla z bronzu a mramoru. Nacházela se na kulturním domě Dukla v Prostřední Suché. Odhalena roku 1974. Rudolf Jasiok byl voják, místní rodák, který padl v bitvě u Dukly. Byl velitelem 1. roty československého tankového praporu v SSSR, účastníky bitvy u Sokolova. Po zcizení desky zbylo na kulturním domě jen několik bronzových písmen. Nová pamětní deska byla v říjnu roku 2007 odhalena ve vestibulu Základní školy Kpt. Jasioka. Nová deska je z keramiky.
- Pamětní deska Jiřího Sarganeka – Pamětní deska byla odhalena roku 1993 na budově evangelického sborového domu v ulici Budovatelů.
- Pamětní deska obětem důlního neštěstí – na Dole Dukla v roce 1961 a obětem nacismu, kteří za druhé světové války byli na Dole Dukla zaměstnáni. Deska se nachází v areálu Dolu Dukla.
- Pamětní deska obětem světové války – Odhalena roku 1927, v roce 1949 upravena. Obsahuje 26 jmen vojáků z první světové války a 28 jmen vojáků z druhé světové války. Památník se nachází u hřbitova v Prostřední Suché.
- Pamětní deska k založení první české školy – Nachází se poblíž hřbitova. Původní deska byla z bronzu, dnešní deska je z leštěné švédské tmavé žuly. Autorem původní desky byl František Malina, autorem současné desky je Ervín Suchánek. Na desce je text: "Zde stála první česká škola zbudovaná majitelem panství T. Kašperkem před 150 lety, 29. 6. 1937 Malina - Orlová". Škola byla založena roku 1787. Byla jednotřídní se dvěma odděleními. Původní stavba se nedochovala.
- Torzo památníku osvobození v ulici Kpt. Jasioka – Autorem památníku byl Václav Fridrich. Památník byl vystavěn z betonu. Do počátku 90. let na něm stál i tank. Na památníku se nacházela hvězda a datum "3. 5. 1945". Památník poškodili vandalové a na počátku tisíciletí byl zbourán.
- Radnice – Stavba obecního úřadu v Prostřední Suché byla zahájena v roce 1925. V nové budově měla sídlit také pošta a knihovna. Budova byla uvedena do provozu v roce 1927. V 90. letech 20. století byla budova privatizována. Na levé straně od budovy je umístěn památník se jmény dvou sovětských vojáků a s uvedením dalších dvou bezejmenných hrdinů, kteří padli za druhé světové války. Naproti je park.
- Budova kina – Kino 9. květen v Prostřední Suché sídlilo v ulici Kpt. Jasioka 15. Na počátku 90. let 20. století bylo zrušeno. V objektu kina dnes sídlí farmaceutická společnost.

## Osobnosti
- Anna Klimsza (* 1886 v Prostřední Suché – † 1972), první sestra představená evangelického ženského diakonátu Eben-Ezer v Děhylově
- Gustaw Ożana (* 1909 v Prostřední Suché – † 1945 ve věznici v Stein and der Donau), evangelický katecheta, oběť nacismu
- Rudolf Jasiok (* 1919 v Dolní Suché), velitel první roty čs. praporu v SSSR. Zemřel 1944 v bitvě u Dukly.
- Franz Pacher (* 1919 v Prostřední Suché – 2018 v Salcburku), rakouský inženýr, průkopník moderního ražení tunelů a chodeb a Nové rakouské metody ražení, při které se využívá geologické napětí okolího skalnatého masivu k samotné stabilizaci tunelu.
- Eva Vejmělková (* 1969 v Karviné), česká a slovenská herečka, básnířka a psychoterapeutka.
- Simona Krainová (* 1973 v Havířově), česká modelka a herečka.
- Miroslav Matušovič (* 1980 v Havířově), bývalý český fotbalový reprezentant (AC Sparta Praha, poté MFK Havířov)
- Pavel Maslák (*1991 v Havířově), český atlet.